# Gadsby (tiểu thuyết)
Gadsby là một cuốn tiểu thuyết văn học năm 1939 của Ernest Vincent Wright được viết dưới dạng lipogram, không bao gồm các từ có chứa chữ E. Cốt truyện xoay quanh thành phố hư cấu Branton Hills đang hấp hối, được hồi sinh nhờ kết quả của những nỗ lực của nhân vật chính John Gadsby và một nhà tổ chức thanh thiếu niên.
Mặc dù Nhà xuất bản Vanity và ít được chú ý vào thời điểm đó, cuốn sách đã trở thành niềm yêu thích của người hâm mộ viết bị hạn chế và là một thứ hiếm hoi được tìm kiếm trong số một số nhà sưu tầm sách. Các ấn bản sau này của cuốn sách đôi khi mang phụ đề thay thế 50, 000 Tiểu thuyết Word mà không có chữ "E"' '.
Bất chấp tuyên bố của Wright, các phiên bản đã xuất bản của cuốn sách có thể chứa chữ "e" nhưng với một số lượng hiếm. Ví dụ, phiên bản trên Project Gutenberg chứa "the" ba lần và "officers" một lần.
1. ↑  
  1. "Amongst the boys, cast a fond look upon..."
  2. "And with that big Municipal Band a-booming and blaring, and the crowd of our old Organization girls pushing forward..."
  3. "...who found Nina frantic from not knowing Virginia's condition, nor why the pair of youths shot madly away without calling anybody."

  - "...with a bunch of big shouting patrol officers, asking..."